# Excélsior
Excélsior es el segundo periódico más antiguo de la Ciudad de México, después de El Universal. Fue fundado por Rafael Alducin y su primer número circuló el 18 de marzo de 1917. Actualmente el presidente del periódico es Olegario Vázquez Raña; el vicepresidente, Olegario Vázquez Aldir; el director general, Ernesto Rivera Aguilar y el director editorial, Pascal Beltrán del Río. El diario fue relanzado el 18 de marzo de 2006, al cumplir 89 años en circulación.

## Historia

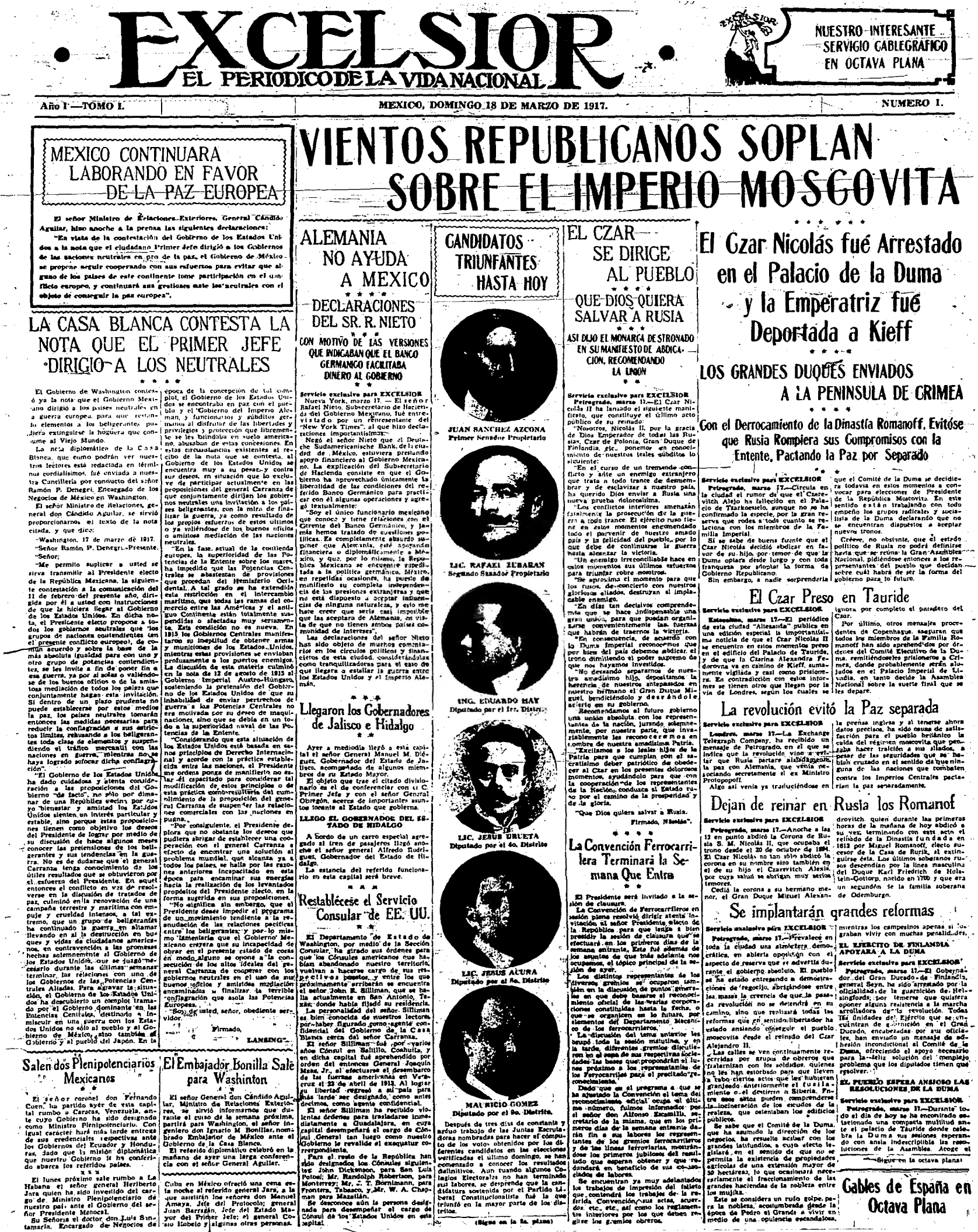
Primera plana del primer tomo publicado de Excélsior, del 18 de marzo de 1917.

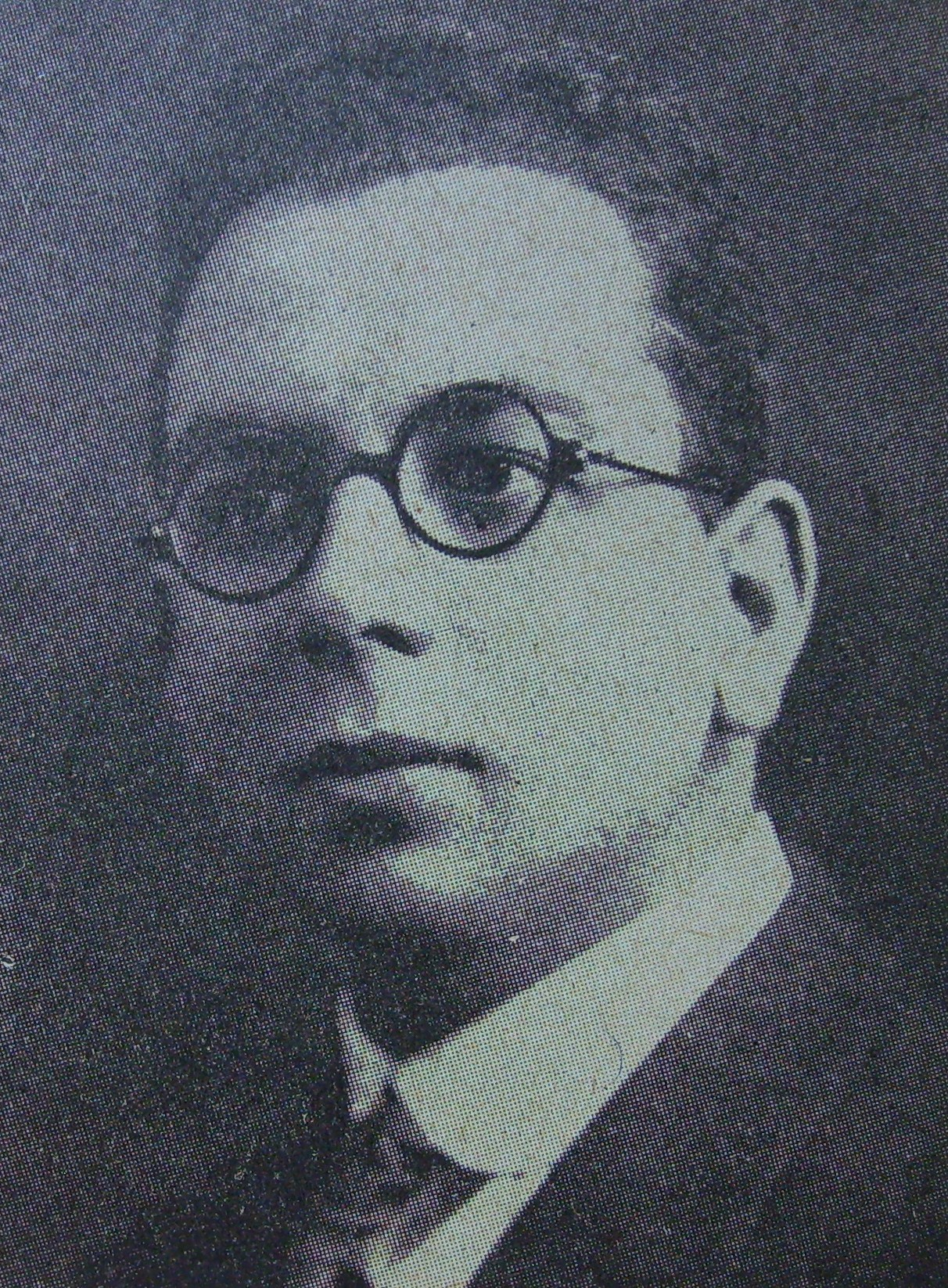
Rafael Alducín, fundador del diario metropolitano Excélsior.

El periódico Excélsior fue fundado en 1917 por el periodista Rafael Alducin, Rómulo Velasco y otros 36 periodistas de la época. 
Tras su fundación, funcionó un periodo corto como sociedad anónima, luego se convirtió en una sociedad cooperativa.
Después de fundarse el Partido Nacional revolucionario (PNR), por iniciativa de Plutarco Elías Calles para ir de un «gobierno de caudillos» a un «régimen de instituciones»,  en 1929, que dio pie a la prensa oficialista. Este año fue clave en este proceso, ya que periódicos pertenecientes a la gran prensa se vieron bruscamente obligados a entrar al cauce oficial, tal fue el caso de Excélsior.
A los siete años de su creación falleció su fundador a la edad de 35 años. Bajo la dirección de los familiares de Alducín, Excélsior enfrentó dificultades, situación que finalmente obligó a la empresa a declararse en quiebra financiera y el control del periódico le fue entregado a los trabajadores, los cuales conformaron una cooperativa y se desempeñaron como dueños y propietarios del periódico diario.
El 29 de abril de 1932, Excélsior se convirtió en un cooperativa debido a problemas financieros. Gilberto Figueroa, contador público que se unió al periódico durante los años 20, fue nombrado gerente general. Gracias a su capacidad de administración y de conciliar a diferentes grupos, el periódico alcanzaría estabilidad política y económica la cual duraría hasta su inesperada muerte en 1962.
En el año de 1968, llegó a la dirección de Excélsior el periodista Julio Scherer García, quien logró una renovación del periódico, invitando a periodistas e intelectuales del país para que escribieran en sus páginas e inaugurando una era de pluralidad y apertura del diálogo en los medios escritos, así como el libre ejercicio de la crítica, particularmente al gobierno encabezado por el entonces presidente Luis Echeverría. Scherer logró posicionar al periódico como uno de los principales del país, atrayendo a colaboradores de otros países, así como a propietarios y directores de diarios de Asia, Sudamérica y otros continentes para estudiar su estilo y metodología de trabajo.
En 1976 ocurrió el Golpe a Excélsior, cuando el régimen del presidente Echeverría reaccionó ante la postura crítica de Scherer y secretamente impulsó a un grupo de periodistas y trabajadores descontentos para tomar control de la cooperativa del periódico y destituir al –en ese entonces– consejo directivo, encabezados por Regino Díaz Redondo, impulsor y organizador de las reuniones de los trabajadores inconformes (principalmente de los talleres y del diario Últimas Noticias, la edición vespertina).
El 8 de julio de 1976 se conformó la asamblea extraordinaria, en la que los cooperativistas acordaron la expulsión definitiva de Scherer, quien dejó la dirección de Excélsior acompañado de su consejo directivo y colaboradores; dicha asamblea designó a Regino Díaz Redondo como director, así como a la plana de funcionarios que estarían al mando de Excélsior hasta el año 2001. Estos hechos se conocen como "El golpe a Excélsior".
Una de las anécdotas más conocidas de esta época ocurrió cuando un grupo de personas que apoyaban a Scherer intentaron publicar un desplegado, responsabilizando al gobierno de Echeverría del golpe al periódico y manifestando su apoyo total a Scherer, pero en lugar del desplegado se publicó una página en blanco.
Del consejo editorial saliente nacieron otras publicaciones: Scherer fundó la revista semanal Proceso, Manuel Becerra Acosta fundó el periódico Uno más Uno (publicación que más tarde, en 1983, sufriría su propio cisma –que daría lugar a la creación de La Jornada), la revista Vuelta, fundada por Octavio Paz y otros antiguos miembros del consejo editorial de Plural, revista publicada por Excélsior–.
Excélsior siguió. Gracias a dicha protección, sus trabajadores obtuvieron condiciones de trabajo y ganancias privilegiadas en comparación con los empleados y colaboradores en otros diarios de la época.
Los tiempos de bonanza y beneficios terminaron abruptamente con la llegada de Ernesto Zedillo a la presidencia de México, cuya gestión retiró los apoyos extraordinarios. 
Como consecuencia de las elecciones presidenciales en 2000 concluyó la serie presidencial del PRI y finalizó el sistema de alianzas del gobierno y su partido con algunos medios de comunicación, entre ellos Excélsior.
En 2001 se destituyó a Regino Díaz Redondo, que dejó tras de sí una cooperativa desorganizada y una empresa endeudada, cuya dirección cambió de manos constantemente –generalmente por gente cercana a la anterior dirección–, operando con los pocos recursos que quedaban.
A pesar de su crisis financiera y directiva, las ediciones de Excélsior no dejaron de aparecer.

### Directores
| Director                      | Periodo                 |
| ----------------------------- | ----------------------- |
| Rafael Alducin                | 1917 - 1924             |
| Rodrigo de Llano              | 1924 - 1929 1931 - 1963 |
| Manuel Becerra Acosta (padre) | 1963 - 1968             |
| Julio Scherer García          | 1968 - 1976             |
| Regino Díaz Redondo           | 1976 - 2000             |
| Patricia Guevara              | 2001 - 2003             |
| Armando Sepúlveda Ibarra      | 2003 - 2004             |
| José Manuel Nava Sánchez      | 2004 - 2006             |
| Daniel Moreno Chávez          | 2006                    |
| Pascal Beltrán del Río        | 2006 -                  |

## NuevoExcélsior
El lunes 23 de enero de 2006 los cooperativistas del periódico Excélsior organizaron una votación para decidir si le vendían o no, el diario a Olegario Vázquez Raña, quien es propietario del Grupo Imagen y que forma parte Grupo Empresarial Ángeles dando como resultado 591 votos en favor y siete en contra.
La compra de Excélsior fue realizada por medio del Grupo Imagen, el cual divulgó un comunicado en el que señaló que "dadas las circunstancias adversas por las que atravesaba" este diario, se decidió adquirir sus activos para "rescatar y volver a darle el espacio y trascendencia que merece una empresa editorial que (en ese entonces) tenía 88 años".
En esa operación financiera, Vázquez Raña invirtió 585 millones de pesos mexicanos, de los cuales el mismo día en que se realizó la votación, depositó ante la Junta Local de Conciliación y Arbitraje (JLCA) de México 277 millones, para pagar a los socios activos y jubilados, así como a los trabajadores eventuales sus salarios caídos.
Los restantes 308 millones de pesos de esta operación fueron destinados al proceso de disolución de la cooperativa, quienes empezaron a cobrar sus salarios caídos ese mismo día para lo cual cada trabajador activo o jubilado tenía primero que firmar el convenio donde aceptaba la venta de los activos, otra parte del dinero fue destinada para enfrentar las demandas que tenía el diario por el pago de impuestos, proveedores, adeudos de servicios de luz y agua de las instalaciones.
Al momento de cobrar esta liquidación, los trabajadores fueron recontratados por dos meses en su mismo puesto, horario y condiciones laborales; sin embargo, en 60 días se revisó el caso de cada uno para determinar finalmente si se quedaba de fijo en la nueva empresa.
El diario fue relanzado con un diseño completamente nuevo y con circulación nacional el 18 de marzo de 2006, al cumplir 89 años en circulación, además integró un nuevo grupo de colaboradores y periodistas que escriben diariamente en sus páginas.

## Excélsior Televisión
Inició transmisiones el 2 de septiembre de 2013. Su programación está enfocada en noticieros aunque también cuenta con programas de análisis, políticos, deportivos, económicos, etc. transmitiendo las 24 horas del día.

## 100 años
El 18 de marzo de 2017, Excélsior alcanzó los 100 años de su fundación, formando parte de Grupo Imagen y siendo considerado entre los cinco medios más consumidos de manera digital por la empresa ComScore, líder en la medición de consumo en línea digital.

## Datos relevantes
- Regino Díaz Redondo trabajó en Excélsior durante 38 años y fue director general desde el 8 de julio de 1976 hasta el 20 de octubre de 2000, cuando 773 socios de la cooperativa decidieron suspenderlo.

- El 12 de marzo de 1997, el titular de Lotería Nacional, Carlos Salomón Cámara, informó a Regino Díaz Redondo que esa dependencia emitiría un billete conmemorativo del LXXX aniversario de Excélsior para su sorteo número 2798, celebrado el 3 de junio.

- En la asamblea ordinaria del 3 de diciembre de 1998, Regino Díaz Redondo afirmó: "Estamos a salvo de cualquier eventualidad y nos manejamos al día, pero sin deudas que puedan poner en entredicho la estabilidad de la cooperativa". El 20 de octubre de 2000 dijo, empero, que la deuda de Excélsior comenzó en 1994. En distintos momentos, Regino Díaz dijo que el adeudo de Excélsior con las autoridades hacendarias mexicanas era de 300 millones de pesos.

- Desde 1938 Excélsior pasó al régimen de cooperativa.